# 赤楚衛二
赤楚 衛二（あかそ えいじ、1994年〈平成6年〉3月1日 - ）は、日本の俳優、モデル。旧芸名は、赤楚 衛（まもる）。
大阪府守口市生まれ、愛知県名古屋市出身。トライストーン・エンタテイメント所属。

## 来歴
10代のころは名古屋のモデル事務所FORM JAPANに所属し、赤楚衛（あかそ まもる）の名でモデル、タレントとして活動。2010年に名古屋の男性グループIKEMEN☆NAGOYA（後にBOYS AND MENに名称変更）にFORM JAPAN所属のタレントとして加入し、舞台公演やバラエティ番組レギュラー出演などで活動した。
2013年、サマンサタバサのメンズモデルオーディションにおいてグランプリを受賞。2014年にトライストーン・エンタテイメントに所属。2015年1月15日より現芸名で俳優として活動し、テレビドラマ、映画などに出演し始める。
2017年4月、Amazonプライムビデオ『仮面ライダーアマゾンズ』シーズン2で長瀬裕樹役として出演。同年9月には平成仮面ライダーシリーズ『仮面ライダービルド』で万丈龍我 / 仮面ライダークローズ役として仮面ライダーシリーズ2作品に出演した。
2019年、馬場ふみかとW主演の『ねぇ先生、知らないの?』でドラマ初主演。2020年、『30歳まで童貞だと魔法使いになれるらしい』で単独ドラマ初主演を飾る。
2021年、『ウチの娘は、彼氏が出来ない!!』や『監察医 朝顔 Season2』にゲスト出演し話題となる。以後、『彼女はキレイだった』や『SUPER RICH』などの連続ドラマにレギュラー出演し、脚光を浴びた。
2022年度下期の連続テレビ小説『舞いあがれ!』でヒロインの幼馴染および相手役・梅津貴司役で朝ドラ初出演。放送終了からわずか10日後の、2023年4月10日に『風間公親-教場0-』、同21日から『ペンディングトレイン-8時23分、明日 君と』に出演、同年7月期からは『こっち向いてよ向井くん』でGP帯ドラマ初主演を果たしている。

## 人物

### 家族
- 父親は言語学者で現名古屋学院大学学長の赤楚治之[6][22]、4歳下の弟がいる[6][23]。

### 趣味・特技
- 特技は剣道、ピアノ[3]。好きなロックバンド及び音楽ユニットはT-BOLANとZARDであり、90年代の音楽を愛聴している[24]。
- 幼少期には仮面ライダーシリーズのファンであった父の影響で『仮面ライダーBLACK RX』『仮面ライダークウガ』『仮面ライダーアギト』を観ていた[7][8]。

### エピソード
- フルーツや米など、約52品目のアレルギーがある[25][26][27]。
- 2019年11月19日放送の『ザ!世界仰天ニュース』で、当番組で知り合った横浜市内にある病院でアレルギー治療専門として勤務している医師の下で、毎週多忙な日々の合間を縫って通院し、ヒスタミン加人免疫グロブリン療法で自身の大好物である苺が食べられるようになった[27]。
- 「赤楚」は全国に200人ほどの珍しい姓で、刀鍛冶が赤い炎にちなんで豊臣秀吉から賜ったと伝えられる創賜姓。本拠は大阪府守口市[28]。

## 受賞歴
- WEIBO Account Festival in Japan 2020 話題俳優賞（『30歳まで童貞だと魔法使いになれるらしい』）[29]
- LINE NEWS PRESENTS NEWS AWARDS 2021の「NEXT NEWS賞」[30]
- タレントパワーランキング 2021年8月&11月 20代俳優 急上昇ランキング 第1位[18]
- 第113回ザテレビジョンドラマアカデミー賞 助演男優賞（『石子と羽男-そんなコトで訴えます?-』）
- 第52回ベストドレッサー賞 芸能部門[31]
- 第48回日本アカデミー賞 新人俳優賞（『六人の嘘つきな大学生』『もしも徳川家康が総理大臣になったら』）[32]

## 出演

### ドラマ

#### テレビドラマ
- 表参道高校合唱部!（2015年7月17日 - 9月25日、TBS） - 石川翔 役
- わたしを離さないで 第2話（2016年1月22日、TBS）
- オトナヘノベル「モンスター彼女 どうすれば？」（2016年9月8日、NHK Eテレ） - 吉田アサヒ 役
- 模倣犯（2016年9月21日・22日、テレビ東京）
- わたしに運命の恋なんてありえないって思ってた（2016年12月20日、関西テレビ・フジテレビ）
- フランケンシュタインの恋 第1話（2017年4月23日、日本テレビ） - 藤木琢地 役
- 仮面ライダーシリーズ（テレビ朝日） - 万丈龍我 / 仮面ライダークローズ 役
  - 仮面ライダービルド（2017年9月3日 - 2018年8月26日）[15]
  - 仮面ライダージオウ 第1・2話（2018年9月2日・9日）※友情出演[33]
- イノセンス 冤罪弁護士（2019年1月19日 - 3月23日、日本テレビ） - 石和徳則 役
- わたし旦那をシェアしてた（2019年7月4日 - 9月5日、読売テレビ・日本テレビ） - 松田秀明 役[34]
- ねぇ先生、知らないの?（2019年12月5日 - 2020年1月16日、MBS） - 主演・城戸理一 役（馬場ふみかとW主演）[35][36]
- パニックコマーシャル（2019年12月17日、フジテレビ） - 主演・新倉泰斗 役[37]
- 科捜研の女 season19 第31話（2020年2月20日、テレビ朝日） - 川上夏夫 役
- 映像研には手を出すな!（2020年4月6日 - 5月11日、MBS） - 小林 役[38]
- 美食探偵 明智五郎 第3話（2020年4月26日、日本テレビ） - 野中 役[39]
- 土曜はナニする!?「イケメシ」ショートストーリー（2020年6月6日・13日・20日・27日、関西テレビ） - 竹内颯 役
- 探偵・由利麟太郎 第2話（2020年6月23日、関西テレビ・フジテレビ） - 五月翔太 役[40]
- 30歳まで童貞だと魔法使いになれるらしい（2020年10月8日 - 12月24日、テレビ東京） - 主演・安達清 役[41]
- コールドケース3 ～真実の扉～ 第6話（2021年1月16日、WOWOW） - 平山陽介 役[42]
- ウチの娘は、彼氏が出来ない!! 第4話・最終話（2021年2月3日・3月17日、日本テレビ） - 久遠悠人 役[43]
- 監察医 朝顔 Season2 第13話（2021年2月8日、フジテレビ） - 宮田市郎 役[44]
- ハクタカ 白鷹雨音の捜査ファイル（2021年3月22日、テレビ東京） - 兎束晋作 役[45]
- 彼女はキレイだった（2021年7月6日 - 9月14日、関西テレビ・フジテレビ） - 樋口拓也 役[46]
- SUPER RICH（2021年10月14日 - 12月23日、フジテレビ） - 春野優 役[47][48]
- 世にも奇妙な物語'21 秋の特別編「スキップ」（2021年11月6日、フジテレビ） - 主演・大倉幹夫 役[49][50]
- ヒル Season1（2022年3月4日 - 4月15日、WOWOW） - 主演・四宮勇気 役[51]
- 石子と羽男-そんなコトで訴えます?-（2022年7月15日 - 9月16日、TBS） - 大庭蒼生 役[52][53]
- 連続テレビ小説 舞いあがれ! 第16回 - 最終回（2022年10月24日 - 2023年3月31日、NHK総合） - 梅津貴司 役[19][54][55]
- 風間公親-教場0- 第1話・第2話・特別編（2023年4月10日・17日・6月26日、フジテレビ） - 瓜原潤史 役[56][57]
- ペンディングトレイン-8時23分、明日 君と（2023年4月21日 - 6月23日、TBS） - 白浜優斗 役[58][59]
- こっち向いてよ向井くん（2023年7月12日 - 9月13日、日本テレビ） - 主演・向井悟 役[21][60]
- Re:リベンジ-欲望の果てに-（2024年4月11日 - 6月20日、フジテレビ） - 主演・天堂海斗 役[61]
- 相続探偵（2025年1月25日 - 3月29日、日本テレビ） - 主演・灰江七生 役[62]

#### 配信ドラマ
- AKBホラーナイト アドレナリンの夜 第16話（2015年、テレ朝動画）
- 東京女子図鑑（2017年、Amazon Prime Video） - 航平 役
- 仮面ライダーシリーズ
  - 仮面ライダーアマゾンズ シーズン2（2017年4月7日 - 6月30日、Amazon Prime Video） - 長瀬裕樹 役[14]
  - 仮面ライダージオウ 補完計画 2.5話（2018年9月9日、東映特撮ファンクラブ） - 万丈龍我 役
- 野武士のグルメ 第5話（2017年3月17日、Netflix）
- 大東建託 DK SELECT WEBムービー「暮らしのはじまり」篇（2017年4月 - ）
- トリプルミッション!!! 女優たちの夢、ドラマにしました  - 「8：2」戸村翔（2020年7月1日、ひかりTV・dTV・Amazonプライム・ビデオ）
- AMOSTYLE "夢みるブラ" プレゼンツ おやすみ前3分の胸キュンSNSドラマ「AM0:00 夢みるドラマ」 - 主演
- 塩介と甘実-蕎麦ができるまで探偵- 第3話（2022年8月5日、Paravi） - 大庭蒼生 役[63]

#### ラジオドラマ
- サタデードラマハウス 美男子劇場「魔のつぶやき」（2017年2月、JFN） - 岡田亮 役[64]
- ラジオシアター〜文学の扉「脳波操縦士」 原作：蘭郁二郎（2020年8月16日・23日、TBSラジオ）

### 映画
- ヒロイン失格（2015年9月19日、ワーナー・ブラザーズ映画）[5]
- 通学シリーズ（ポニーキャニオン） - キョースケ 役[65]
  - 通学電車（2015年11月7日）
  - 通学途中（2015年11月21日）
- SCOOP!（2016年10月1日、東宝）
- きょうのキラ君（2017年2月25日、ショウゲート）
- 仮面ライダーシリーズ（東映）
  - 仮面ライダー平成ジェネレーションズ FINAL ビルド&エグゼイドwithレジェンドライダー（2017年12月9日） - 万丈龍我 / 仮面ライダークローズ 役
  - 劇場版 仮面ライダーアマゾンズSeason2 輪廻（2018年5月12日） - 長瀬裕樹 役[66]
  - 劇場版 仮面ライダービルド Be The One（2018年8月4日） - 万丈龍我 / 仮面ライダークローズ 役[67]
  - 平成仮面ライダー20作記念 仮面ライダー平成ジェネレーションズ FOREVER（2018年12月22日） - 万丈龍我 / 仮面ライダークローズ 役[68]
- 思い、思われ、ふり、ふられ（2020年8月14日、東宝） - 主演・乾和臣 役（浜辺美波・北村匠海・福本莉子との4人主演）[69][70]
- 映像研には手を出すな!（2020年9月25日、東宝） - 小林 役[71]
- ヤウンペを探せ!（2020年11月20日、吉本興業） - サスケ 役
- 妖怪大戦争 ガーディアンズ（2021年8月13日、東宝 / KADOKAWA） - 天邪鬼 役[72]
- 決戦は日曜日（2022年1月7日、クロックワークス） - 岩渕勇気 役[73]
- チェリまほ THE MOVIE〜30歳まで童貞だと魔法使いになれるらしい〜（2022年4月8日、アスミック・エース） - 主演・安達清 役[74][75]
- ゾン100〜ゾンビになるまでにしたい100のこと〜（2023年8月3日、Netflix） - 主演・天道輝 役[76][77]
- もしも徳川家康が総理大臣になったら（2024年7月26日、東宝） - 坂本龍馬 役[78]
- 六人の嘘つきな大学生（2024年11月22日、東宝） - 波多野祥吾 役[79]
- 366日（2025年1月10日、松竹 / ソニー・ピクチャーズ エンタテインメント） - 主演・真喜屋湊 役[80][81]
- 近畿地方のある場所について（2025年8月8日、ワーナー・ブラザース映画） - 主演・小沢悠生 役（菅野美穂とダブル主演）[82]

### オリジナルビデオ
- 仮面ライダーシリーズ - 万丈龍我 / 仮面ライダークローズ 役
  - てれびくん超バトルDVD 仮面ライダービルド 誕生！クマテレビ!! VS仮面ライダーグリス（2018年1月）
  - ビルド NEW WORLD
    - 仮面ライダークローズ（2019年1月25日） - 主演[83]
    - 仮面ライダーグリス（2019年9月6日）[84]

### 劇場アニメ
- 思い、思われ、ふり、ふられ（2020年9月18日、東宝） - 男子生徒 役[85]

### テレビアニメ
- ゾン100〜ゾンビになるまでにしたい100のこと〜 第7話（2023年9月3日、TBS）[86] - 避難民ゲスト1 役

### 舞台
- ストレートドライブ!（2010年 - 2011年）[9]
- ASU（2013年） - スカンダ 役[87]
- 黒子のバスケ - 桜井良 役[5]
  - THE ENCOUTER（2016年4月8日 - 24日、サンシャイン劇場）
  - OVER-DRIVE（2017年6月22日 - 7月9日、AiiA 2.5 Theater Tokyo / 7月13日 - 17日、森ノ宮ピロティホール）
- 露出狂（2016年9月30日 - 10月10日、Zeppブルーシアター六本木） - 葉枝（チーム露）、佐反町（チーム狂） 役
- 民衆の敵（2018年11月29日 - 12月23日、シアターコクーン / 12月27日 - 30日、森ノ宮ピロティホール） - ビリング 役
- 検事の死命（2025年8月1日 - 3日〈予定〉、草月ホール）[88]

### バラエティ
- サタメン!!!（2011年4月 - 2012年3月、中京テレビ） - 「春ボーイズ」メンバー
- 痛快TV スカッとジャパン（フジテレビ）
  - （2016年6月13日） - 渡辺彰 役
  - （2017年1月16日） - 大島修治 役
  - （2021年9月13日）
  - （2021年11月8日）
- 〜両親ラブストーリー〜 オヤコイ（2018年9月27日、読売テレビ） - ドラマパート・つるの剛士の父 役[89][90]
- 健康カプセル!ゲンキの時間（2019年11月24日・12月1日・8日、TBS） - ゲンキスチューデント
- 突然ですが占ってもいいですか?（2021年10月13日、フジテレビ） - ゲスト出演[91]

### ラジオ
- GO!GO!SARU ROCK!（2011年11月 - 2012年3月、FM AICHI）[9]
- あさステ!（2019年12月3日・10日、文化放送 超!A&G+） - ゲスト出演
- ALL GOOD FRIDAY（2020年11月27日、J-WAVE） - 「LISTEN UP!」コーナーゲスト出演

### ゲーム
- 仮面ライダーバトル ガンバライジング（2017年、アーケード） - 仮面ライダークローズ 役
- 仮面ライダー シティウォーズ（2017年、Android・iOS） - 仮面ライダークローズ 役
- 仮面ライダー ブットバソウル（2018年、アーケード） - 万丈龍我 / 仮面ライダークローズ、長瀬裕樹 役[92]
- 仮面ライダー クライマックススクランブル ジオウ（2018年11月29日、Nintendo Switch） - 仮面ライダークローズ 役
- 仮面ライダーバトル ガンバレジェンズ（2023年、アーケード） - 仮面ライダークローズ 役

### ナレーション
- SHE'S「Reversible Story」（2020年7月1日）
- New ポケモンスナップ Web動画 World of Wild Pokémon - Lentil Region -（2021年4月22日）[93]

### PV
- SHE'S（2019年）[94]
  - 「Masquerade」
  - 「Letter」
  - 「Your Song」
- HY「恋をして」（2025年）[95]

### CM
- サマンサタバサ Samantha Tiara 2013 クリスマス ジュエリー[96][97]（2013年）
- 花王「ウルトラアタックNeo」「未体験の白さ」編（2016年2月）
- 大塚製薬「オロナミンC」（2018年5月、『仮面ライダービルド』とのコラボレーション） - 犬飼貴丈・武田航平と共演[98]
- みろくの里「中四国最恐お化け屋敷登場！」篇（2019年7月）[99]
- 明治 脂肪対策ヨーグルト（2022年10月 - ）[100]
- 公文「自信とやる気の法則」篇 /「幼児から楽しいの法則」篇（2021年 - ） - 木村佳乃と共演[101]
- Indeed Japan
  - 「いい未来は探せる」篇（2023年6月 - ）[102]
  - 「いい未来探し隊」篇（2024年）[103]
  - 「その先にあるもの」篇（2025年）[104]
- ブルボン「アルフォート ミニチョコレート」（2023年9月）[105]

### Web広告
- アルビオン 薬用スキンコンディショナー エッセンシャル - 夏肌応援部 部長（2021年夏限定）
- アンプルール イメージキャラクター就任
- DK SELECT「暮らしのはじまり」編（2017年4月)

### モデル
- 井村屋「肉まん あんまん」（2010年） - 広告モデル[9]
- AOKI（2011年） - 広告モデル[9]
- サマンサタバサ（2013年 - ） - メンズモデル[106]

### 玩具
- プレミアムバンダイ限定 仮面ライダービルド DXグレートクローズドラゴン（2018年10月、バンダイ） - 万丈龍我 役
- プレミアムバンダイ限定 仮面ライダービルド DXクローズビルド缶（2018年12月、バンダイ） - 万丈龍我 役
- 仮面ライダービルド DXマッスルギャラクシーフルボトル[注 2]（2019年、バンダイ） - 万丈龍我 役

### その他
- 大久保佳代子「ラブR事情!!」（2013年） - ユニットメンバー[107]
- TristoneTV（2019年 - ） - レギュラー（第2回・特別編・番外編 他）

## 作品

### 写真集
- A（2020年11月28日、ワニブックス、撮影：多田悟）
- E（2024年2月14日、ワニブックス　撮影:宮脇進）[108]